# Rothmannia wittii
Rothmannia wittii là một loài thực vật có hoa trong họ Thiến thảo. Loài này được (Craib) Bremek. miêu tả khoa học đầu tiên năm 1957.